# Temognatha gemmelli
Temognatha gemmelli es una especie de escarabajo del género Temognatha, familia Buprestidae. Fue descrita científicamente por Deuquet en 1947.